# Melastoma minahassae
Melastoma minahassae är en tvåhjärtbladig växtart som beskrevs av Sijfert Hendrik Koorders och Karst.Mey.. Melastoma minahassae ingår i släktet Melastoma och familjen Melastomataceae. Inga underarter finns listade i Catalogue of Life.